# Горелов, Борис Владимирович
Борис Владимирович Горелов (род. 11 октября 1932, Крымская область, СССР) — советский футболист и тренер, выступал на позиции вратаря.

## Карьера игрока
Воспитанник ДЮСШ Ялты. Футбольную карьеру начинал в 1947 году в Крыму выступлениями за местные клубы, в 1949 и 1951 годах защищал цвета евпаторийского «Молота». Профессиональную футбольную карьеру начал в 1953 году в клубе «Спартак» (Калинин). В 1955 году получил приглашение от московского «Торпедо», но сыграл в составе москвичей 2 матча и в следующем году принял предложение перейти в одесский «Пищевик», который через год сменил название на «Черноморец». С 1959 по 1961 год играл в составе симферопольского «Авангарда». В 1962 году перешёл в клуб «Заря» (Пенза), в котором и завершил футбольную карьеру.

## Карьера тренера
По завершении игровой карьеры начал тренерскую деятельность. В начале 1964 года возглавил симферопольскую «Таврию», которой руководил до 11 августа 1965 года. С января по июль 1966 года руководил севастопольской «Чайкой».